# Israel Hernández
Israel Hernández Planas (ur. 7 stycznia 1970 w Santiago de Cuba) – kubański judoka. Dwukrotny medalista olimpijski.
Brał udział w dwóch igrzyskach (IO 92, IO 96), na obu zdobywał brązowe medale w wadze półlekkiej, do 65 kilogramów. Na igrzyskach panamerykańskich w 1995 zdobył złoto, w wadze półlekkiej, cztery lata wcześniej i później wywalczył brąz. Zdobył szereg medali na mistrzostwach Kuby, ośmiokrotnie zostawał mistrzem kraju seniorów (w wagach do 60, 65 i 73 kilogramów).